# 大宮村 (鳥取県)
大宮村（おおみやそん）は、鳥取県日野郡にあった村。現在の日野郡日南町の一部にあたる。

## 地理
印賀川の中流域で、鷹入山の南麓に位置していた。

## 歴史
- 1889年（明治22年）10月1日、町村制の施行により、日野郡菅沢村、印賀村が発足[3]。
- 1917年（大正6年）12月1日、上記2村が合併して大宮村が発足[1][2]。合併各村から継承した印賀、宝谷、折渡、菅沢の4大字を編成[2]。
- 1955年（昭和30年）6月30日、日野郡阿毘縁村と合併し高宮村を新設して廃止された[1][2]。合併後、高宮村大字印賀・宝谷・折渡・菅沢となる[2]。

### 地名の由来
楽々福神社にちなむ。

## 産業
- 農業、林業[2]
- 産物：米、木炭[2]